# Rosa Luxemburg
|  | Aquest article tracta sobre la revolucionària alemanya. Si cerqueu el grup de música català, vegeu «Rosa-Luxemburg». |

  Rosa Luxemburg  (polonès: Róża Luksemburg)  (Zamość, 5 de març de 1871 - Berlín, 15 de gener de 1919) fou una militant i teòrica marxista, socialista, comunista i revolucionària polonesa, però nacionalitzada alemanya.
Va ser una de les fundadores del partit Socialdemocràcia del Regne de Polònia i Lituània (SDKP). També milità al Partit Socialdemòcrata d'Alemanya (SPD), però el 1915, i a causa de la defensa que el dit partit feu de la participació alemanya en la Primera Guerra Mundial, ella i Karl Liebknecht formaren la Lliga Espartaquista (Spartakusbund), que més avant es convertiria en el Partit Comunista d'Alemanya (KPD).
Va fundar el diari Die Rote Fahne [La Bandera Vermella], que suposà l'òrgan central de l'espartaquisme i publicà articles i assajos en altres diaris de l'època, com ara el Leipziger Volkszeitung. A més a més, fou autora de diversos llibres, entre els quals destaquen Die Akkumulation des Kapitals [L'acumulació del capital] (1913), Sozialreform oder Revolution? [Reforma o Revolució] (1899), Massenstreik, Partei und Gewerkschaften [Vaga de masses, partit i sindicat] (1906), i Die russische Revolution [La Revolució Russa] (1918).
Quan el govern de l'SPD, junt amb la Garde-Kavallerie-Schützen-Division [Divisió de Fusellers de la Cavalleria de Guàrdia] de l'exèrcit prussià, sufocaren l'Aixecament espartaquista, Luxemburg i Liebknecht foren detinguts i assassinats. Luxemburg va rebre un tret i el seu cos fou llançat al canal Landwehr de Berlín.
En el seu temps, per culpa de les seves crítiques, tant a les escoles leninistes com als més moderats socialdemòcrates, Luxemburg va tenir una acollida ambivalent entre els acadèmics i teòrics d'esquerra. Amb tot, les seves idees donaren nom a un moviment marxista revolucionari conegut com a luxemburguisme, i inspiraren diverses tendències d'esquerra, de manera que és encara una figura reivindicada per moviments polítics molt diferents. Més avant, ella i Liebknecht foren idolatrats com a màrtirs pel règim comunista d'Alemanya de l'Est, i encara hui en dia se celebra cada any a Berlín una manifestació en llur homenatge. En aquesta ciutat, també hi ha la Fundació Rosa Luxemburg, que fomenta el socialisme a escala internacional.

## Biografia
Rosa Luxemburg va néixer el 5 de març de 1870 o 1871 a Zamość, a prop de Lublin, a la Polònia aleshores sota domini de l'Imperi Rus, en el si d'una família d'origen jueu. Les fonts difereixen en l'any del seu naixement: constava 1871 en el seu curriculum vitae de la Universitat de Zúric, però en la seva graduació al final de l'escola secundària (batxiller o Abitur) el 1887, consta amb 17 anys; en aquest cas hauria nascut el 1870. El seu pare va ser Eliasz Luxemburg III, comerciant de fustes, i la seva mare, Line Löwenstein. Van tenir quatre fills abans de Rosa, que va néixer amb una discapacitat relacionada amb el creixement que la va acompanyar tota la seva vida.
En mudar-se a Varsòvia, Luxemburg va assistir a un institut femení de segon ensenyament (Gymnasium) des de 1880. Fins i tot en aquesta edat tan primerenca, apareix ja com a membre del partit polonès esquerrà Proletariat des de 1886. Aquest partit es va fundar el 1882, 20 anys després de l'aparició dels partits obrers a Rússia, i va iniciar la seva marxa política amb l'organització d'una vaga general, després de la qual el partit va ser desbaratat i quatre dels líders van ser condemnats a pena de mort. Alguns dels membres van aconseguir reagrupar-se en secret, i Luxemburg es va unir a un d'aquests grups.
El 1887, Luxemburg va acabar l'educació secundària amb un bon expedient, però va haver de fugir a Suïssa el 1889 per a evitar la seva detenció. A l'exili contactà amb els ideòlegs russos Gueorgui Plekhànov i Pàvel Axelrod. Va anar a la Universitat de Zúric al costat d'altres figures socialistes, com Anatoli Lunatxarski i Leo Jogiches: estudià filosofia, història, política, economia i matemàtiques de forma simultània. Les seves àrees d'especialització van ser la teoria de l'estat, l'edat mitjana i les crisis econòmiques i d'intercanvi d'estoc. El 1898 es doctorà en economia i dret.

### Inicis polítics
El 1890, la Llei antisocialista alemanya que prohibia la socialdemocràcia va ser derogada, la qual cosa va permetre que un legalitzat Partit Socialdemòcrata d'Alemanya (SPD) aconseguís escons al Reichstag. Un cop escollida, Rosa Luxemburg es va mantenir fidel als seus principis marxistes. El 1893, al costat de Leo Jogiches i Julian Marchlewski (àlies Julius Karski), van fundar el diari La causa dels treballadors (Sprawa Robotnicza), oposant-se a les polítiques nacionalistes del Partit Socialista Polonès. Luxemburg creia que una Polònia independent només podia sorgir després d'una revolució a Alemanya, Àustria i Rússia. Mantenia que la lluita havia de focalitzar-se en contra del capitalisme, i no en la consecució d'una Polònia independent, negant per tant el dret d'autodeterminació de les nacions sota el socialisme perquè ajudava a enfortir el poder de la burgesia en les nacions oprimides. Aquest posicionament li causaria el seu posterior enfrontament amb Lenin. Juntament amb Leo Jogiches va cofundar el partit Socialdemocràcia del Regne de Polònia (SDKP).

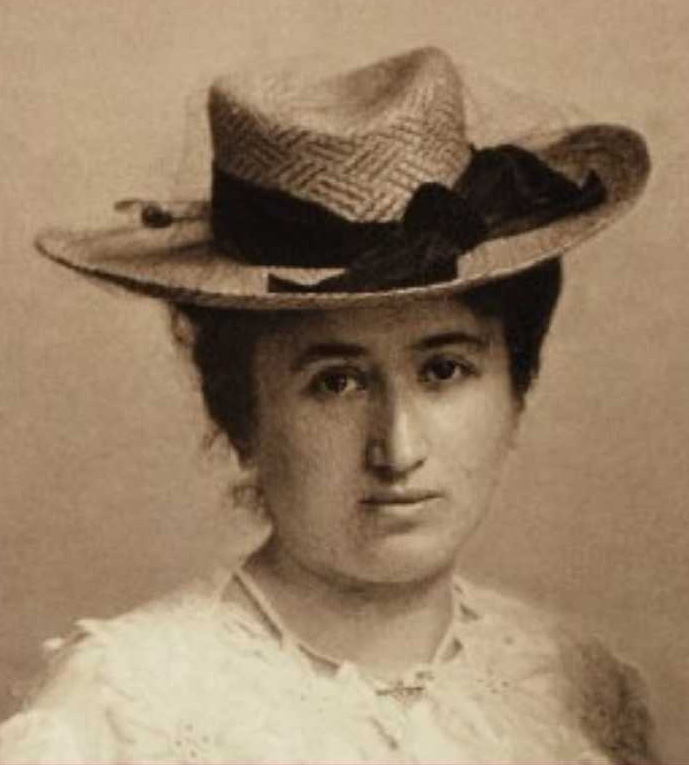
Rosa Luxemburg cap als anys 1895-1900

La fundació del SDKP es produïa uns pocs mesos després del Congrés de Zúric de la II Internacional, durant la qual la delegació dels treballadors de premsa de La Cause s'oposaren al Partit Socialista Polonès i als seus partidaris. El partit es convertirà en el partit Socialdemocràcia del Regne de Polònia i Lituània (SDKPiL) el 1900 quan s'alià amb els lituans socialistes. El Partit Socialista Polonès aspirava a la independència de Polònia i la seva transformació en una democràcia burgesa. Rosa Luxemburg va atacar durament aquest nacionalisme al diari parisenc dels exiliats Sprawa Robotnicza («La causa obrera») i va argumentar en sentit contrari que Polònia no podia recuperar la independència més que amb una revolució dins l'Imperi Alemany, Àustria-Hongria i Rússia. S'acordà donar prioritat a la lluita contra la monarquia i el capitalisme a tot Europa després de la derrota del dret dels pobles a disposar lliurement de si mateixos. Aquesta creença va formar més tard un dels components de la seva disputa amb Lenin, que va veure l'alliberament de Polònia i d'altres nacionalitats com el primer pas cap al socialisme, i volia animar-los.
El 1897, Rosa Luxemburg va ser nomenada doctora magna cum laude a Zuric amb una tesi sobre el desenvolupament industrial de Polònia. Tot i viure durant la majoria de la seva vida adulta a Alemanya, Luxemburg romania com la principal teòrica de la socialdemocràcia polonesa, liderant el partit al costat de Jogiches, el seu principal organitzador.

### Revisionisme
El 1898, Rosa Luxemburg va obtenir la ciutadania alemanya en casar-se amb Gustav Lübeck, i es va traslladar a Berlín. Allà va participar activament amb l'ala més esquerrana del Partit Socialdemòcrata Alemany (SPD), definint clarament la frontera entre la seva fracció i la teoria revisionista d'Eduard Bernstein, i l'atacà el 1899 en un fullet titulat «Reforma social o revolució?». L'habilitat retòrica de Luxemburg aviat la va convertir en una de les líders portaveus del partit. Va denunciar repetidament el creixent «conformisme parlamentari de l'SPD» davant de la cada vegada més probable situació de guerra. Rosa va insistir que la crítica diferència entre capital i treball només podia ser contrarestada si el proletariat prenia el poder i es produïa un canvi revolucionari en tot el context dels mitjans de producció, fomentant la lluita de classes. Volia que els revisionistes abandonessin l'SPD, la qual cosa no va tenir lloc, però almenys va aconseguir que el líder del partit, Karl Kautsky, mantingués el marxisme en el programa del partit, fins i tot quan la seva intenció era exclusivament augmentar el nombre d'escons al Reichstag.

### Activitat revolucionària
Des de 1900, Rosa Luxemburg va expressar les seves opinions sobre els problemes econòmics i socials en diversos articles als diaris de tot Europa. Els seus atacs al militarisme alemany i l'imperialisme es van tornar més insistents a mesura que s'entreveia la possibilitat de la guerra, i va intentar persuadir l'SPD de significar-se en la direcció oposada. Rosa Luxemburg volia organitzar una vaga general que unís solidàriament tots els treballadors i evitar la guerra, però el líder del partit s'hi va oposar, cosa que va provocar la seva ruptura amb Kautsky el 1910.
El 1905 es va traslladar a Rússia, on defensà la teoria marxista del proletariat rus que dirigia la revolució socialista, en oposició als partits menxevic i social-revolucionari, però a favor del partit bolxevic. Va contribuir a l'aixecament revolucionari rus a Varsòvia, i fou empresonada per les autoritats russes. Més tard fou alliberada i va tenir residència assignada a Finlàndia.
El 1906 va tornar a Alemanya i començà a defensar fortament la seva teoria de la vaga de masses com l'arma revolucionària més important del proletariat. Aquesta qüestió esdevingué el punt més important d'enfrontament del Partit Socialdemòcrata d'Alemanya, amb l'oposició principal d'August Bebel i Karl Kautsky, cosa que la deixà marginada dins del partit.
El 1907 va prendre part en el V Congrés del Partit Obrer Socialdemòcrata Rus a Londres, on es va entrevistar amb Lenin. Al II Congrés Socialista Internacional a Stuttgart, va presentar la resolució —que va ser aprovada— que tots els partits obrers europeus havien d'unir-se per evitar la guerra.
En aquests anys, Rosa va començar a ensenyar marxisme i economia en el centre de formació de l'SPD a Berlín. Un dels seus alumnes va ser el que més tard es convertiria en líder de l'SPD i primer president de la República de Weimar, Friedrich Ebert.
A l'època de preguerra, el 1913, Luxemburg va escriure L'acumulació del capital, una obra que explicava el moviment capitalista cap a l'imperialisme.
El 1912, el seu càrrec de representant de l'SPD la va portar als congressos socialistes europeus, com el que va tenir lloc a París. Ella i el socialista francès Jean Jaurès van proposar que, en cas que esclatés la guerra, els partits obrers d'Europa havien de declarar la vaga general. En passar l'atemptat de Sarajevo contra l'arxiduc Francesc Ferran i la seva dona, que van ser assassinats el 28 de juny de 1914, i la guerra ja semblava inevitable, va organitzar diverses manifestacions (per exemple la de Frankfurt), en què cridava a l'objecció de consciència al servei militar i a no obeir les ordres. A causa d'això, va ser acusada d'«incitar a la desobediència contra la llei i l'ordre de les autoritats» i sentenciada a un any de presó. La detenció, però, no es va produir immediatament, cosa que li va permetre prendre part en una reunió de la direcció socialista al juliol, en la qual va confirmar desoladorament que el sentiment nacionalista dels partits obrers era més fort que la seva consciència de classe.

### Primera Guerra Mundial
El 28 de juliol de 1914 va començar la Primera Guerra Mundial en declarar l'Imperi Austrohongarès la guerra a Sèrbia. El 3 d'agost de 1914 l'Imperi Alemany va declarar la guerra a Rússia. L'endemà, el Reichstag va aprovar per unanimitat finançar la guerra amb bons de guerra. Tots els representants socialdemòcrates van votar a favor de la proposta i fins i tot el partit va arribar a declarar una treva amb el govern, prometent abstenir-se de declarar vagues durant la guerra. Per a Rosa Luxemburg, això va ser una catàstrofe personal que fins i tot la va portar a considerar la possibilitat del suïcidi: el revisionisme, al qual s'havia oposat des de 1899, havia triomfat i la guerra estava en marxa.
Juntament amb Karl Liebknecht, Clara Zetkin i Franz Mehring, va crear el Grup Internacional el 5 d'agost de 1914, el qual es convertiria l'1 de gener de 1916 en la Lliga Espartaquista. Va escriure gran quantitat de pamflets il·legals signats com a Espàrtac, emulant al gladiador traci que va intentar l'alliberament dels esclaus de Roma. Fins i tot la mateixa Rosa Luxemburg va adoptar el sobrenom de Junuis, pres de Luci Juni Brut, el qual es considera fundador de la República de Roma. Les autoritats alemanyes la van detenir el 1915, l'alliberaren el 1916, i la detingueren un altre cop al cap de tres mesos.
El nou grup va rebutjar l'alto el foc entre l'SPD i el govern alemany del Kaiser Guillem II per la qüestió del finançament de la guerra, lluitant amb vehemència en contra i intentant provocar una vaga general. A conseqüència d'això, el 28 de juny de 1916 Rosa Luxemburg i Karl Liebknecht van ser sentenciats a dos anys i mig de presó. Durant l'estada a la penitenciaria va ser traslladada dues vegades, primer a Posen (actual Poznań) i posteriorment a Breslau (actual Wrocław). Durant aquest temps va escriure diversos articles fent servir el pseudònim Junius, els quals van ser trets clandestinament de la presó i publicats il·legalment. S'hi incloïa el titulat «La Revolució russa», en el qual criticava àmpliament els bolxevics i amb lúcida anticipació avisava del perill que es desenvolupés una dictadura si se seguia el criteri bolxevic. (Ella, però, va continuar utilitzant el terme «dictadura del proletariat», segons el model bolxevic).
Va ser en aquest context en què va escriure la seva famosa frase: Freiheit ist immer die Freiheit des Andersdenkenden («La llibertat sempre ha estat i és la llibertat per a aquells que pensen diferent»). Una altra publicació de la mateixa època —juny de 1916— va ser La crisi de la socialdemocràcia. El 1917, quan els Estats Units van intervenir en el conflicte, la Lliga Espartaquista es va afiliar al Partit Socialdemòcrata Independent d'Alemanya (USPD), compost també per antics membres de l'SPD oposats a la guerra, fundat per Karl Kautsky.

### Crítica de la Revolució d'Octubre
En un article publicat just abans de la Revolució d'Octubre, Rosa Luxemburg va caracteritzar la Revolució russa de febrer de 1917 com una revolució proletària, afirmant que la burgesia liberal va haver de posar-se en moviment a causa de la demostració de força del proletariat. La tasca del proletariat rus, va dir, era ara per posar fi a la imperialista guerra mundial, a més de lluitar contra la burgesia imperialista. La guerra mundial va fer que Rússia estigués madura per a una revolució socialista. Per tant, «el proletariat alemany també planteja una qüestió d'honor i una pregunta decisiva».
En diverses obres, incloent-hi un assaig escrit des de la presó i publicat pòstumament pel seu últim company, Paul Levi (la publicació del qual va precipitar la seva expulsió de la Tercera Internacional), titulat La Revolució Russa, Luxemburg va criticar algunes polítiques bolxevics, com la repressió de l'Assemblea Constituent el gener de 1918, el suport a la partició de les finques feudals en comunes camperoles, i la política de suport al suposat dret de tots els pobles nacionals a la lliure determinació. Segons Luxemburg, «els errors estratègics bolxevics han creat terribles perills per a la revolució, com ara la seva burocratització».
La seva aguda crítica a la Revolució d'Octubre i als bolxevics va disminuir en la mesura que ella va explicar els errors de la revolució i dels bolxevics com «un complet fracàs del proletariat internacional». Malgrat tota la seva càrrega crítica, va deixar clar com a credencial dels bolxevics que almenys ells s'havien atrevit a fer la revolució.
Els teòrics bolxevics com Lenin i Trotski van respondre a aquesta crítica argumentant que els conceptes marxistes de Luxemburg eren clàssics, però no encaixaven en la Rússia del 1917. Van dir que les lliçons de l'experiència real, com ara la confrontació amb la burgesia, els havien obligat a revisar l'estratègia marxista. Com a part d'aquest argument, es va assenyalar que, després que Luxemburg sortís de la presó, també va estar obligada a fer front a l'Assemblea Nacional a Alemanya —un pas que comparen amb el seu propi conflicte amb l'Assemblea Constituent.
| «                                                               | En aquesta erupció de la divisió social en el si de la societat burgesa, en l'aprofundiment internacional i l'enaltiment de l'antagonisme de classes rau el mèrit històric del bolxevisme, i en aquesta proesa –com sempre en les grans connexions històriques– els errors i equivocacions puntuals desapareixen sense deixar rastre. | » |
| — Fragments sobre la guerra, la qüestió nacional i la revolució | |   |

### Revolució Alemanya i assassinat de Rosa Luxemburg
Després de la Revolució d'Octubre, fer ells mateixos una revolució va esdevenir una responsabilitat històrica dels obrers alemanys i, per tant, posar fi a la guerra (La responsabilitat històrica). Quan va esclatar la Revolució Alemanya el novembre de 1918, Rosa Luxemburg immediatament va començar a agitar per provocar una revolució social:
| «                | L'abolició de la llei del capital, la implantació d'un ordre social socialista. Això, i res més, és el tema històric de la present revolució. És una formidable empresa, que no pot desenvolupar-se en un tres i no res simplement mitjançant decrets des de dalt. Només es pot dur a terme a través de l'acció conscient de les masses treballadores a la ciutat i al camp, només mitjançant la més alta maduresa intel·lectual i un idealisme viu i florit pot ser conduïda segurament a través de totes les tempestes fins a arribar a bon port. | » |
| — El començament | |   |

El 9 de novembre de 1918, l'USPD va arribar al poder com a governant de la nova república juntament amb l'SPD, després de l'abdicació del kàiser Guillem II i després de l'aixecament conegut com la Revolució Alemanya de novembre, la qual va començar a Kiel, el 4 de novembre de 1918, quan 40.000 mariners i infants de marina van prendre el control del port en protesta pels plans de l'Alt Comandament Naval Alemany d'un últim enfrontament amb la Royal Navy, malgrat el fet que estava clar que la guerra s'havia perdut. El 8 de novembre, els comitès de treballadors i soldats controlaven la major part de l'oest d'Alemanya, donant lloc a la formació de la República Soviètica de Baviera (Räterepublik), basada en el sistema dels soviets russos desenvolupats en la Revolució Russa de 1905 i 1917.

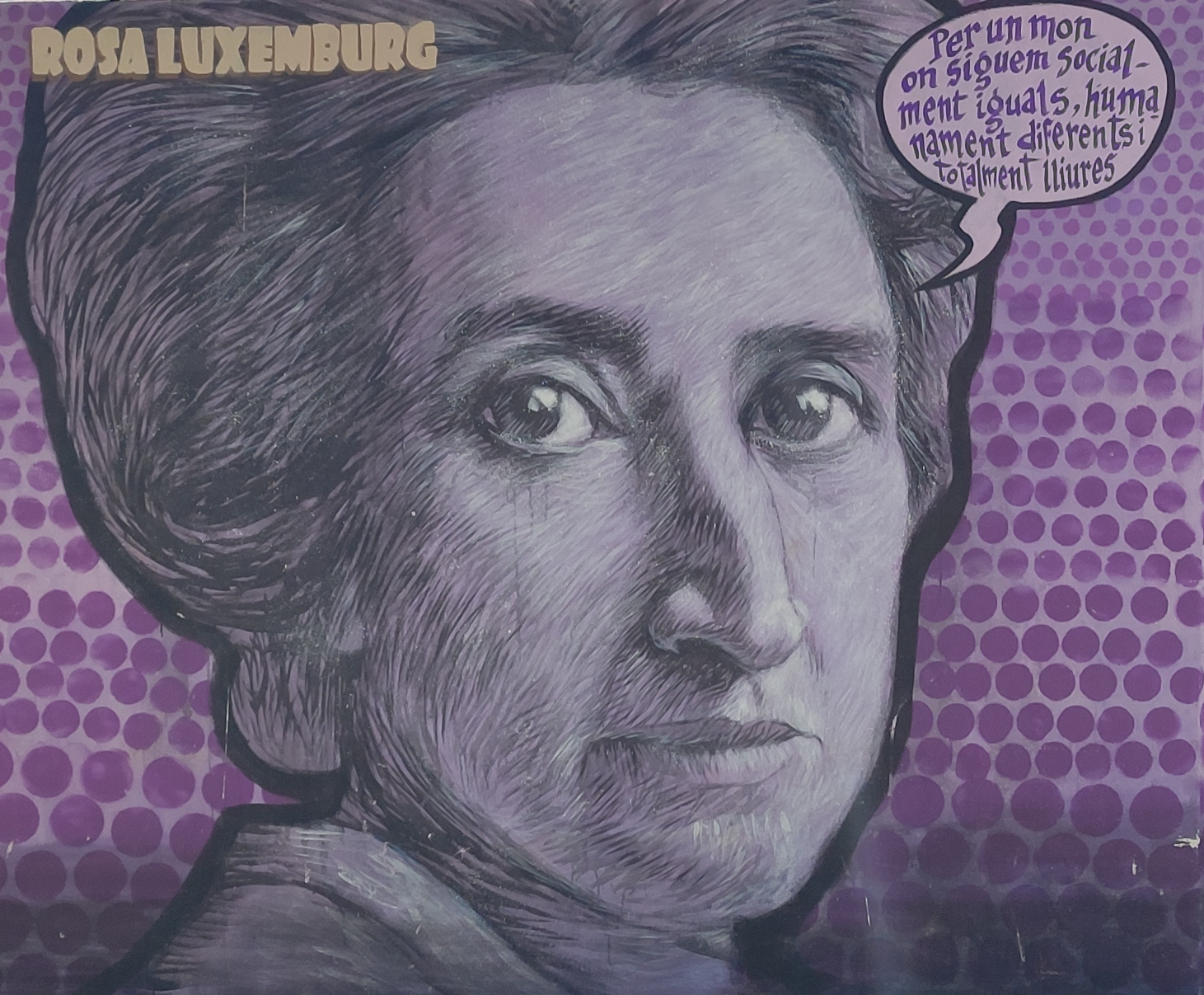
Retrat de Rosa Luxemburg al Mural Dones en lluita per la igualtat.

Rosa Luxemburg va sortir de la presó de Wroclaw el 8 de novembre; Liebknecht ho havia fet poc abans i ja havia començat la reorganització de la Lliga Espartaquista. Junts van crear el diari Die Rote Fahne («La Bandera Roja»); en un dels primers articles, Luxemburg va reclamar l'amnistia per a tots els presos polítics, advocant per la derogació de la pena de mort. No obstant això, el front unit es va desintegrar a final de desembre de 1918 quan l'USPD va abandonar la coalició en protesta pels compromisos adquirits amb l'statu quo capitalista per l'SPD. L'1 de gener de 1919 la Lliga Espartaquista al costat d'altres grups socialistes i comunistes (incloent-hi la Internacional Comunista Alemanya, IKD) van crear el Partit Comunista d'Alemanya (KPD), principalment gràcies a la iniciativa de Karl Liebknecht i Rosa Luxemburg. Aquesta última va donar suport al fet que el KPD s'involucrés en l'assemblea constitucional nacional —la que finalment acabaria fundant la República de Weimar—, però la proposta no va tenir èxit. El gener una segona onada revolucionària va sacsejar Alemanya, tot i que alguns dels líders del KPD —inclosa Rosa Luxemburg— no desitjaven promoure-la, preveient que acabaria malament (tot i que d'altres van intentar aprofitar-se'n). En resposta a l'aixecament, el líder socialdemòcrata Friedrich Ebert va utilitzar la milícia nacionalista, els Freikorps, per sufocar-la.
El 15 de gener del 1919, en plena revolta espartaquista, Rosa Luxemburg, Karl Liebknecht i Wilhelm Pieck, dirigents del Partit Comunista d'Alemanya, foren arrestats i duts per ser interrogats a l'Hotel Adlon de Berlín. Si bé no se sap ben bé què hi passà, un relat afirma que els digueren que els traslladaven. Diversos soldats escortaren Luxemburg i Liebknecht fora de l'edifici, i els estaborniren mentre sortien. Pieck aconseguí d'escapar, mentre els cossos inconscients de Luxemburg i Liebknecht foren evacuats en un vehicle de l'exèrcit. Els mataren a trets i llençaren Luxemburg al riu. Hom afirma que l'ordre la donà el socialdemòcrata Gustav Noske, encarregat de reprimir la rebel·lió. Altres centenars de membres del KPD van ser assassinats i els comitès suprimits.

### El paper del partit
El partit, la guàrdia d'assalt de la classe treballadora, només ha de donar a les masses de treballadors la visió que el socialisme és el mitjà que els alliberarà de l'explotació, i promoure la revolució socialista. Les contradiccions internes del capitalisme, l'antagonisme entre capital i treball, mantindrà ocupada la revolució. La revolució, així, educarà les masses, fent revolucionaris:
| «                                                | La Història és l'únic mestre infal·lible, i la revolució la millor escola per al proletariat. Elles asseguraran que les "petites hordes" dels més calumniats i perseguits es converteixin, pas a pas, en allò per al qual la seva visió del món els destina: la lluitadora i victoriosa massa del proletariat socialista i revolucionària. | » |
| — Conferència Nacional de la Lliga Espartaquista | |   |

El deure del partit consisteix només a educar les masses no desenvolupades per dur-les a la seva independència, fer-les capaces de prendre el poder per si mateixes. El que el partit ha d'assumir és l'educació en l'element subjectiu de la Revolució, que és inculcar la consciència de la seva missió històrica en la classe treballadora. La revolució mateixa només es pot portar a terme per la classe treballadora. Un partit que parli pels treballadors, que els representi —per exemple en el Parlament— i actuï en nom seu, s'enfangarà i es convertirà ell mateix en un instrument de la contrarevolució.

## Dialèctica de l'espontaneïtat i l'organització
La Dialèctica de l'espontaneïtat i l'organització fou la característica central de la filosofia política de Luxemburg, en què l'«espontaneïtat» és l'arrel, fins i tot anarquista, de l'enfocament de l'organització d'un partit orientat a la lluita de classes. L'espontaneïtat i l'organització, argumentava, no són separables o activitats separades, sinó els diferents moments d'un procés polític, on un no existeix sense l'altre. Aquestes creences sorgeixen de la seva opinió que hi ha una elemental i espontània lluita de classes que es desenvolupa a un nivell superior:
| « | La classe treballadora de cada país només aprèn a lluitar en el curs de les seves lluites socials... la socialdemocràcia és només l'avantguarda del proletariat, una petita porció de la massa total de treball, la sang de la seva sang i carn de la seva carn. La socialdemocràcia busca i troba les vies, les consignes específiques, de la lluita dels treballadors només en el curs del desenvolupament d'aquesta lluita, i obté referències sobre el camí a seguir en aquesta lluita solitària". | » |

Luxemburg no mantenia l'«espontaneïtat» com una abstracció, sinó que va desenvolupar la Dialéctica de l'espontaneïtat i l'organització sota la influència de les vagues de masses a Europa. A diferència de l'ortodòxia socialdemòcrata de la Segona Internacional, ella no considerava l'organització com a producte de la investigació científica-teòrica de l'imperatiu històric, sinó com a producte de les lluites de les classes treballadores:
| « | La socialdemocràcia és simplement l'encarnació de la lluita de classe del proletariat modern, una lluita que és conduïda per una consciència de la seva pròpia conseqüència històrica. Les masses són en realitat els seus propis líders, i creen dialècticament el seu propi procés de desenvolupament. Com més es desenvolupa la democràcia social, creix i es fa més forta, més les enceses masses de treballadors prendran el seu propi destí, la direcció del seu moviment, i la determinació de la seva direcció a les seves pròpies mans. I com tot el moviment socialdemòcrata és només l'avançada conscient del moviment de classe del proletariat, que, en paraules del Manifest Comunista, representen en cada moment de la lluita els interessos permanents de l'alliberament i els interessos parcials de la mà de obra vis à vis els interessos del moviment com un tot, així, dins de la socialdemocràcia els seus líders són els més poderosos, els més influents, més clarament i conscientment es converteixen simplement en els portaveus dels desitjos i anhels de les masses il·lustrades, simplement els agents de les lleis objectives del moviment de classes. | » |

| « | La moderna classe proletària no porta a terme la seva lluita d'acord amb un pla establert en algun llibre o teoria, la lluita dels treballadors és part de la història, una part del progrés social, al centre de la història, al centre de progrés, enmig de la lluita, aprenem com hem de lluitar... Això és exactament el que és lloable, això és exactament perquè aquesta obra colossal de la cultura, dins del moviment obrer modern, defineixen una època: aquella que les grans masses del poble treballador forgen primer amb la seva pròpia consciència, amb les seves pròpies creences, i fins i tot de la seva pròpia comprensió de les armes del seu propi alliberament. | » |

## Obres principals
- Die industrielle Entwickelung Polens [El desenvolupament industrial a Polònia]. Duncker & Humblot, Leipzig 1898.
- Sozialreform oder Revolution? [Reforma o revolució]. Verlag der Leipziger Volkszeitung, Leipzig 1899.
- W obronie narodowości [En defensa de la nacionalitat]. Poznań 1900.
- Massenstreik, Partei und Gewerkschaften [Vaga de masses, partit i sindicats]. Erdmann Dubber, Hamburg 1906.
- Die Akkumulation des Kapitals. Ein Beitrag zur ökonomischen Erklärung des Imperialismus [L'acumulació del capital. Una contribució a l'explicació econòmica de l'imperialisme]. Vorwärts, Berlín 1913.
- Militarismus, Krieg und Arbeiterklasse [Militarisme, guerra i classe obrera]. Buchhandlung Volksstimme, Maier & Co., Frankfurt 1914.
- Die Krise der Sozialdemokratie. Anhang: Leitsätze über die Aufgaben der internationalen Sozialdemokratie [La crisi de la socialdemocràcia i Tesis sobre les tasques de la socialdemocràcia internacional]. Unionsdruckerei, Berna 1916.
- Was will der Spartakusbund? [Els objectius de la Lliga Espartaquista]. Die Rote Fahne, Berlín 1918.
- Rede zum Programm. Gehalten auf dem Gründungsparteitag der Kommunistischen Partei Deutschlands (Spartakusbund) vom 29.–31. Dez. 1918 zu Berlin (31. 12.) [Discurs sobre el programa. Donat en la conferència fundadora del Partit Comunista d'Alemanya (Lliga Espartaquista) del 29 al 31 de desembre de 1918 a Berlín]. Die Rote Fahne, Berlín 1919.
- Die russische Revolution. Eine kritische Würdigung [La revolució russa. Una avaluació crítica]. Gesellschaft und Erziehung, Berlín-Fichtenau 1922.
- Briefe an Karl und Luise Kautsky [Cartes a Karl i Luise Kautsky]. E. Laub, Berlín 1923.
- Gesammelte Werke [Obres completes]. Vereinigte Internationale Verlags-Anstalten, Berlín 1923–1928.

#### En català
- Escrits sobre la revolució a Alemanya. Neopàtria, 2021. ISBN 978-84-18598-10-4.
- Reforma o revolució. Tigre de Paper, 2019. ISBN 978-84-16855-42-1.
- 100 Revolucions. Textos de Rosa Luxemburg. Caliu Espai Editorial, 2019. ISBN 978-84-948587-9-6.
- Reforma o revolució. Fundación Federico Engels, 2016. ISBN 978-84-16285-07-5.

## Obres inspirades en la seva vida
Alfred Döblin va fer de Rosa Luxemburg un dels personatges centrals del quart volum de Novembre de 1918. Una revolució alemanya: Karl & Rosa. Rosa Luxemburg, «santa» laica del panteó comunista de l'URSS, figura indirectament a la novel·la Chevengur d'Andrei Platonov, ideal fantasia d'un dels personatges principals. Pierre Bourgeade va dedicar el 1977 una peça a Rosa Luxemburg: Estel vermell. Combinant el seu tràgic destí al de Marilyn Monroe, que es va suïcidar, el dramaturg troba similituds entre les dues vides, tot i tenir trajectòries diferents.

El 1970 André Benedetto comentava: 
| « | els gossos de la imaginació sobre la pesta de Marsella, seguint la pista sempre han descobert Rosa | » |

En un llarg poema, Rosa Lux, creat a l'escenari del Théâtre des Carmes, Benedetto porta Luxemburg i les seves lluites: 
| « | en una mena d'homenatge a cavall entre el centenari del seu naixement i el cinquantenari del seu assassinat. | » |

Una pel·lícula de 1985 (titulada Rosa Luxemburg, die Geduld der Rosa Luxemburg) i dirigida per Margarethe von Trotta, evoca la vida de Rosa Luxemburg. El paper interpretat per Barbara Sukowa li va fer guanyar el Premi de millor actriu al 39è Festival Internacional de Cinema de Canes. Otto Sander va interpretar el paper de Karl Liebknecht.
El 1992, el pintor quebequès Jean-Paul Riopelle va crear un gran mural de trenta pintures titulat Homenatge a Rosa Luxemburg. Es troba en exhibició permanent al Museu Nacional de Belles Arts del Quebec. El treball està exposat al Casino de Hull.
El 2006, Anouk Grinberg va llegir les cartes escrites per Rosa Luxemburg als seus amics (Luise Kautsky, Sonia Liebknecht...) durant la seva detenció amb el títol Rosa, la vida, al teatre L'Atelier. El setembre de 2009, les cartes es llegiren en una nova traducció d'Anouk Grinberg i Laura Bernardi, i es publiquen sota el títol Rosa, la vida per Editions de l'Atelier.
El grup català Eina va dedicar la cançó «La planificació d'un setge» a diverses marxistes, entre les quals Rosa Luxemburg, en l'àlbum L'art de la guerra.